# Leicester City F.C.
Leicester City Football Club là một câu lạc bộ bóng đá chuyên nghiệp đặt trụ sở tại sân vận động King Power (trước đó được gọi là sân Walkers) ở Leicester, East Midlands, Anh .
Câu lạc bộ được thành lập năm 1884 với tên gọi Leicester Fosse, chơi trên sân vận động gần Fosse Road. Họ chuyển đến Filbert Street năm 1891 và chơi bóng ở đó 111 năm, trước khi tiếp tục di chuyển đến sân vận động Walkers ở gần đó năm 2002. Sân vận động này sau đó đổi tên thành King Power Stadium sau khi đổi chủ vào năm 2011.
Đội vô địch giải bóng đá Ngoại hạng Anh mùa giải 2015-16 (sớm hai vòng đấu), lần đầu tiên trong lịch sử 132 năm. Đây là bất ngờ lớn trong lịch sử thể thao, rất nhiều nhà cái cá cược đã phải trả số tiền cược lớn nhất trong lịch sử cá cược thể thao từ trước tới nay. Trước đó thứ hạng cao nhất đội đạt được là á quân giải Division One mùa bóng 1928-29. Nhưng sau đó chỉ 7 năm, từ 1 nhà vô địch, Leicester phải xuống hạng EFL Championship. Hàng loạt các cầu thủ có ý định ra đi và nếu điều đó thành sự thật thì đây là cơn ác mộng với Leicester, nhà vô địch đầy bất ngờ.

## Màu áo và huy hiệu của câu lạc bộ

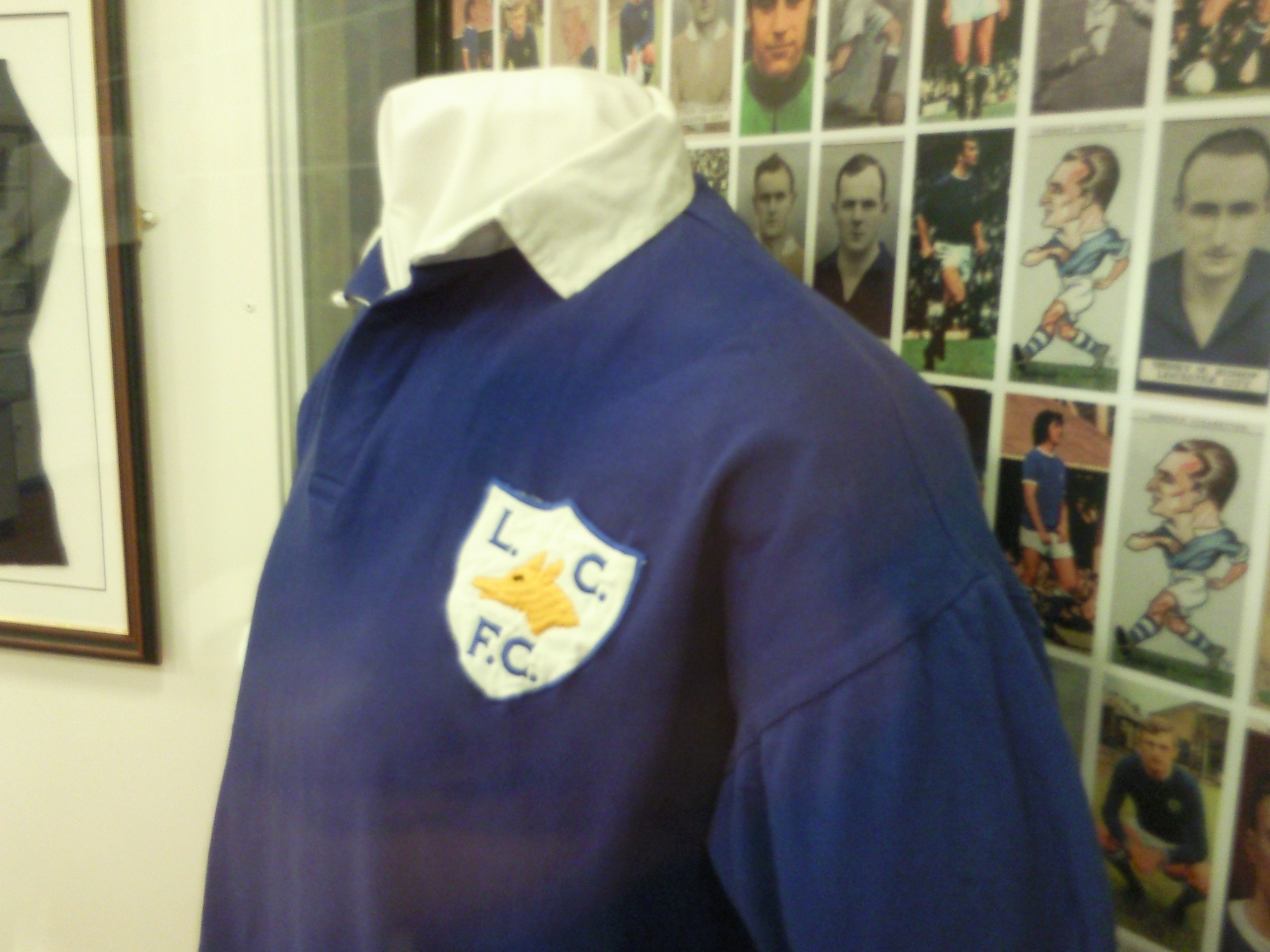
Chiếc áo đấu được mặc 1948 này là chiếc áo đầu tiên có mang huy hiệu của CLB.

Màu áo sân nhà của đội bóng là màu xanh hoàng gia và trắng, hai màu này được dùng xuyên suốt lịch sử CLB trong trang phục của họ. Logo nhà tài trợ đầu tiên xuất hiện trên áo là của Ind Coope năm 1983. Nhà sản xuất thức ăn nhanh nước Anh Walkers Crisps gắn bó rất lâu với CLB khi tài trợ đội bóng từ năm 1987 đến năm 2001. Hình ảnh chú cáo được kết hợp vào huy hiệu lần đầu tiên vào năm 1948, bởi vùng Leicestershire nổi tiếng về cáo và săn bắt cáo. Đó chính là nguồn gốc của biệt danh "The Foxes". Linh vật của đội bóng là một nhân vật có tên là "Filbert Fox". Ngoài ra cũng có các linh vật phụ khác như "Vickie Vixen" và "Cousin Dennis". Huy hiệu hiện tại được sử dụng từ năm 1992 đến nay. Vào mùa giải 2009-10, kỉ niệm 125 năm thành lập đội bóng thì áo sân nhà không in logo nhà tài trợ và xuất hiện huy hiệu mới có dòng chữ "125 Years" bên dưới. Huy hiệu đã có một chút thay đổi, đó là chú cáo có một phần màu trắng ở dưới phần mũi và vòng tròn xung quanh cũng được thay đổi.

### Nhà tài trợ
| Giai đoạn | Tài trợ trang phục | Tài trợ chính                 | Tài trợ cổ tay áo    |
| --------- | ------------------ | ----------------------------- | -------------------- |
| 1962–1964 | Bukta              | Không có                      | Không có             |
| 1976–1979 | Admiral            | Không có                      | Không có             |
| 1979–1983 | Umbro              | Không có                      | Không có             |
| 1983–1986 | Admiral            | Ind Coope                     | Không có             |
| 1986–1987 | Admiral            | John Bull                     | Không có             |
| 1987–1988 | Admiral            | Walkers Crisps                | Không có             |
| 1988–1990 | Scoreline          | Walkers Crisps                | Không có             |
| 1990–1992 | Bukta              | Walkers Crisps                | Không có             |
| 1992–2000 | Fox Leisure        | Walkers Crisps                | Không có             |
| 2000–2001 | Le Coq Sportif     | Walkers Crisps                | Không có             |
| 2001–2003 | Le Coq Sportif     | LG                            | Không có             |
| 2003–2005 | Le Coq Sportif     | Alliance & Leicester          | Không có             |
| 2005–2007 | JJB                | Alliance & Leicester          | Không có             |
| 2007–2009 | Jako               | Topps Tiles                   | Không có             |
| 2009–2010 | Joma               | LOROS                         | Không có             |
| 2010–2012 | Burrda             | King Power                    | Không có             |
| 2012–2016 | Puma               | King Power                    | Không có             |
| 2017–2018 | Puma               | King Power                    | Siam Commercial Bank |
| 2018–2020 | Adidas             | King Power                    | SABECO               |
| 2020–2021 | Adidas             | Tourism Authority of Thailand | SABECO               |
| 2021–2023 | Adidas             | FBS online Trading            | SABECO               |
| 2023–2024 | Adidas             | King Power                    | SABECO               |
| 2024–     | Adidas             | BC.GAME                       | SABECO               |

## Những đội bóng kình địch
Fan hâm mộ Leicester cho rằng Nottingham Forest là kình địch lớn nhất của họ. Kình địch thứ hai là Derby County khi cả hai cùng góp mặt trong trận derby vùng East Midlands.
Mặc dù ở vùng West Midlands nhưng Coventry City vẫn là kình địch của đội bóng trong suốt nhiều năm qua, tuy chỉ cách nhau 24 dặm. Trận đấu giữa hai đội được biết như trận "Derby M69", trong đó M69 là tên con đường nối giữa hai thành phố với nhau.

## Kỉ lục ở đấu trường châu Âu
| Mùa giải | Giải đấu                  | Vòng | Câu lạc bộ        | Nhà | Khách | Tổng tỷ số |
| -------- | ------------------------- | ---- | ----------------- | --- | ----- | ---------- |
| 1961–62  | European Cup Winners' Cup | PR   | Glenavon          | 3–1 | 4–1   | 7–2        |
| 1961–62  | European Cup Winners' Cup | 1R   | Atlético Madrid   | 1–1 | 0–2   | 1–3        |
| 1997–98  | UEFA Cup                  | 1R   | Atlético Madrid   | 0–2 | 1–2   | 1–4        |
| 2000–01  | UEFA Cup                  | 1R   | Red Star Belgrade | 1–1 | 1–3   | 2–4        |
| 2016–17  | UEFA Champions League     | GS   | Porto             | 1–0 | 0–5   | 1st        |
| 2016–17  | UEFA Champions League     | GS   | Club Brugge       | 2–1 | 3–0   | 1st        |
| 2016–17  | UEFA Champions League     | GS   | Copenhagen        | 1–0 | 0–0   | 1st        |
| 2016–17  | UEFA Champions League     | R16  | Sevilla           | 2–0 | 1–2   | 3–2        |
| 2016–17  | UEFA Champions League     | QF   | Atlético Madrid   | 1–1 | 0–1   | 1–2        |
| 2020–21  | UEFA Europa League        | GS   | Braga             | 4–0 | 3–3   | 1st        |
| 2020–21  | UEFA Europa League        | GS   | AEK Athens        | 2–0 | 2–1   | 1st        |
| 2020–21  | UEFA Europa League        | GS   | Zorya Luhansk     | 3–0 | 0–1   | 1st        |
| 2020–21  | UEFA Europa League        | R32  | Slavia Prague     | 0–2 | 0–0   | 0–2        |
| 2021–22  | UEFA Europa League        | GS   | Napoli            | 2–2 | 2–3   | 3rd        |
| 2021–22  | UEFA Europa League        | GS   | Spartak Moscow    | 1–1 | 4–3   | 3rd        |
| 2021–22  | UEFA Europa League        | GS   | Legia Warsaw      | 3–1 | 0–1   | 3rd        |
| 2021–22  | UEFA Conference League    | KPO  | Randers           | 4–1 | 3–1   | 7–2        |
| 2021–22  | UEFA Conference League    | R16  | Rennes            | 2–0 | 1–2   | 3–2        |
| 2021–22  | UEFA Conference League    | QF   | PSV Eindhoven     | 0–0 | 2–1   | 2–1        |
| 2021–22  | UEFA Conference League    | SF   | Roma              | 1–1 | 0–1   | 1–2        |

Ghi chú
- Số bàn thắng LCFC được liệt kê đầu tiên
- PR: Vòng sơ loại
- 1R: Vòng 1
- GS: Vòng bảng
- R32: Vòng 32 đội
- R16: Vòng 16 đội
- QF: Tứ kết
- SF: Bán kết

## Danh hiệu
Đội bóng đã 1 lần vô địch Giải bóng đá Ngoại hạng Anh, 1 lần vô địch Cúp FA, 3 lần vô địch Cúp Liên đoàn bóng đá Anh và 2 lần vô địch Siêu cúp nước Anh. Họ chỉ vắng mặt khỏi top 2 giải đấu cao nhất nước Anh vào mùa giải 2008-09.

### Các giải đấu trong nước

#### League
- First Division/ Premier League (hạng 1)
  - Vô địch (1): 2015–16
  - Á quân (1): 1928–29
- Second Division/ First Division/ Championship (hạng 2)
  - Vô địch (8): 1924–25, 1936–37, 1953–54, 1956–57, 1970–71, 1979–80, 2013–14, 2023–24
  - Á quân (2): 1907–08, 2002–03
- League One (hạng 3)
  - Vô địch (1): 2008–09

#### Cup
- Cúp FA
  - Vô địch (1): 2020–21
  - Á quân (4): 1948–49, 1960–61, 1962–63, 1968–69
- Cúp EFL
  - Vô địch (3): 1963–64, 1996–97, 1999–2000
  - Á quân (2): 1964–65, 1998–99
- SIêu cúp Anh
  - Vô địch (2): 1971, 2021
  - Á quân (1): 2016

## Cầu thủ

### Đội hình hiện tại
Tính đến 30 tháng 8 năm 2024
Ghi chú: Quốc kỳ chỉ đội tuyển quốc gia được xác định rõ trong điều lệ tư cách FIFA. Các cầu thủ có thể giữ hơn một quốc tịch ngoài FIFA.
| Số | VT | Quốc gia   | Cầu thủ                  |
| -- | -- | ---------- | ------------------------ |
| 1  | TM | Wales      | Danny Ward               |
| 2  | HV | Anh        | James Justin             |
| 3  | HV | Bỉ         | Wout Faes                |
| 4  | HV | Anh        | Conor Coady              |
| 5  | HV | Ý          | Caleb Okoli              |
| 6  | TV | Nigeria    | Wilfred Ndidi            |
| 7  | TĐ | Ghana      | Abdul Fatawu             |
| 8  | TV | Anh        | Harry Winks              |
| 9  | TĐ | Anh        | Jamie Vardy (đội trưởng) |
| 10 | TĐ | Anh        | Stephy Mavididi          |
| 11 | TV | Maroc      | Bilal El Khannous        |
| 14 | TĐ | Jamaica    | Bobby De Cordova-Reid    |
| 16 | HV | Đan Mạch   | Victor Kristiansen       |
| 17 | TV | Bangladesh | Hamza Choudhury          |
| 18 | TĐ | Ghana      | Jordan Ayew              |

| Số | VT | Quốc gia         | Cầu thủ                                                 |
| -- | -- | ---------------- | ------------------------------------------------------- |
| 20 | TĐ | Zambia           | Patson Daka                                             |
| 21 | HV | Bồ Đào Nha       | Ricardo Pereira                                         |
| 22 | TV | Anh              | Oliver Skipp                                            |
| 23 | HV | Đan Mạch         | Jannik Vestergaard                                      |
| 24 | TV | Pháp             | Boubakary Soumaré                                       |
| 29 | TĐ | Pháp             | Odsonne Édouard (cho mượn từ Crystal Palace)            |
| 30 | TM | Đan Mạch         | Mads Hermansen                                          |
| 31 | TM | Đan Mạch         | Daniel Iversen                                          |
| 33 | HV | Anh              | Luke Thomas                                             |
| 34 | TV | Anh              | Michael Golding                                         |
| 35 | TĐ | Cộng hòa Ireland | Kasey McAteer                                           |
| 37 | TV | Anh              | Will Alves                                              |
| 40 | TV | Argentina        | Facundo Buonanotte (cho mượn từ Brighton & Hove Albion) |
| 41 | TM | Ba Lan           | Jakub Stolarczyk                                        |

### Cho mượn
Ghi chú: Quốc kỳ chỉ đội tuyển quốc gia được xác định rõ trong điều lệ tư cách FIFA. Các cầu thủ có thể giữ hơn một quốc tịch ngoài FIFA.
| Số | VT | Quốc gia   | Cầu thủ                                                      |
| -- | -- | ---------- | ------------------------------------------------------------ |
| 15 | HV | Úc         | Harry Souttar (tại Sheffield United đến 30 tháng 6 năm 2025) |
| 26 | HV | Anh        | Ben Nelson (tại Oxford United đến 30 tháng 6 năm 2025)       |
| 27 | TV | Bồ Đào Nha | Wanya Marçal (tại De Graafschap đến 30 tháng 6 năm 2025)     |

| Số | VT | Quốc gia         | Cầu thủ                                               |
| -- | -- | ---------------- | ----------------------------------------------------- |
| 28 | TĐ | Cộng hòa Ireland | Tom Cannon (tại Stoke City đến 30 tháng 6 năm 2025)   |
| 44 | TV | Anh              | Sammy Braybrooke (tại Dundee đến 30 tháng 6 năm 2025) |

## Thông tin thêm
Không ai tin rằng đội bóng có thể vô địch giải bóng đá Ngoại hạng Anh mùa giải 2015-16. Nhà cái William Hill ra tỷ lệ 5000/1 (đặt 1 ăn 5000) cho khả năng vô địch của Leicester hồi đầu mùa 2015-16. Tính khả thi của nó tương đương với: Elvis Presley còn sống, tìm thấy bằng chứng về sự tồn tại của Người tuyết hoặc quái vật hồ Loch Ness, Barack Obama sẽ đầu quân cho đội cricket Anh khi không làm tổng thống Hoa Kỳ, Kim Kardashian được bầu làm tổng thống Hoa Kỳ vào năm 2020. Điều này khiến cho William Hill lỗ hơn 10 triệu bảng trên toàn lãnh thổ Vương quốc Anh vì chức vô địch của Leicester mà William Hill sẽ không bao giờ ra kèo nào có tỷ lệ cao hơn 1000/1 nữa. 
Thị trưởng thành phố Leicester - Peter Soulsby cho biết tên các cầu thủ Leicester cũng như huấn luyện viên Claudio Ranieri sẽ được đặt tên đường.